# CL-101
La CL-101 es una carretera autonómica de la Comunidad de Castilla y León que discurre íntegramente por la provincia de Soria. Tiene su origen en la localidad de Ágreda y finaliza en el límite con la provincia de Guadalajara, en el término municipal de Alpanseque, donde enlaza con la carretera autonómica CM-101. Antiguamente formaba parte de la carretera comarcal C-101, que unía Guadalajara y Ágreda. Tiene una longitud total de 105 kilómetros. 
Es una carretera convencional de una sola calzada con un carril por sentido. Atraviesa las localidades de Ólvega, Noviercas, Buberos, Gómara, Tejado, Almazán, Villasayas y Baraona.
El tramo comprendido entre las localidades de Ágreda y Almazán presenta una notable intensidad de tráfico pesado, con una IMD superior a 1.300 vehículos pesados al día, lo que representa en algunos puntos más del 50% de los vehículos que transitan por esta carretera, lo que implica que la carretera cuente con una peligrosidad más elevada que otras carreteras convencionales. Por ello, desde la Junta de Castilla y León se propuso la conversión de la CL-101 en una autovía autonómica, como quedó reflejado en el Plan Regional de Carreteras 2008-2020. Sin embargo, dicha actuación nunca fue llevada a cabo. En 2024, los procuradores en las Cortes de Castilla y León del movimiento ciudadano Soria ¡Ya!, propusieron en sede parlamentaria la elaboración de un estudio informativo que impulsara la conversión del tramo Ágreda-Almazán en autovía. Esta propuesta, sin embargo, fue rechazada por la mayoría del parlamento.